# Disseny d'interfícies d'aplicacions
El disseny d'interfícies d'aplicacions és la disciplina que es dedica a la creació de la interacció entre un usuari i una aplicació informàtica. El disseny d'interfícies d'aplicacions busca crear una experiència d'usuari intuïtiva i agradable per tal de millorar la usabilitat i l'eficiència de l'aplicació. Això inclou la disposició de la informació en la pantalla, la manera en què l'usuari pot accedir a les diferents funcionalitats de l'aplicació i la manera en què l'aplicació reacciona a les accions de l'usuari. El disseny d'interfícies d'aplicacions es basa en la comprensió dels comportaments i les necessitats dels usuaris, així com en l'aplicació de conceptes com l'Affordance i la retroalimentació.
L'estil de les interfícies d'una aplicació depèn del sistema operatiu que es fa servir. El treball del dissenyador consisteix en interpretar la personalitat de cada sistema operatiu per aconseguir aplicacions que siguin diferents de les demés. Algunes de les característiques que s'han de tenir en compte en el disseny d'interfícies són la usabilitat, la facilitat d'aprendre, el codi i els significants, el disseny enfocat a les metes dels usuaris, l'ús de patrons i textures planes, esquemes de colors simples, efectes de desenfocament, i tipografia adequada. La icona de llançament i la pantalla inicial són elements importants a l'hora de donar una primera impressió a l'usuari. La grilla o retícula de construcció també té un paper fonamental en el disseny d'interfícies per a mòbils.